# Христофоров, Игорь Анатольевич
И́горь Анато́льевич Христофо́ров (род. 19 мая 1970, Грозный) — российский историк, доктор исторических наук, профессор.

## Образование и учёные степени
Окончил исторический факультет МГУ (1996) и аспирантуру там же (1999).
Кандидат исторических наук (2000; МГУ им. М. В. Ломоносова, тема диссертации «Аристократическая оппозиция Великим реформам (конец 1850 — середина 1870-х гг.»). Научный руководитель — профессор Л. Г. Захарова.
Доктор исторических наук (2013; Институт российской истории РАН, тема диссертации «Правительственная политика и „крестьянский вопрос“ до и после отмены крепостного права (1830—1890-е гг.)».
Профессор РАН (2016).

## Научная и преподавательская деятельность
- С 2017 — Senior Research Scholar, Department of History, Princeton University
- В 2014 — марте 2022 — НИУ Высшая школа экономики, ведущий научный сотрудник
- В 2000—2017 — Журнал «Отечественная история» (ныне — «Российская история»), главный редактор (в 2013—2017)
- В 2002—2008 — МГУ им. М. В. Ломоносова, Философский факультет, преподаватель образовательной программы «Связи с общественностью», доцент кафедры государственной политики (по совместительству)
- В 2009—2010 — Member, School of Historical Studies, Institute for Advanced Study, Princeton, NJ, USA
- В 2000—2016 — Институт российской истории РАН, ведущий научный сотрудник

Сфера научно-исследовательских интересов: История государственно-правовых и общественных институтов, государственная политика и идеология. Политический консерватизм и либерализм. Экономические доктрины и история экономической науки.
Награждён Первой Макарьевской премией (учредители — Русская православная церковь, Российская академия наук и мэрия Москвы) в области истории за 2003 год за книгу «Аристократическая оппозиция Великим реформам (конец 1850 — середина 1870-х гг.)».

## Основные работы
Книги
- «Аристократическая» оппозиция Великим реформам (конец 1850 — середина 1870-х гг.). М.: Русское слово, 2002. 432 с.

Рец.: Mark Raeff: Jahrbücher für Geschichte Osteuropas 52/ 3 (2004), 451-3; Dariusz Szpoper: Czasopismo Prawno-Historyczne LVI/1 (2004), 382-6; Wladimir Berelowitch: Cahiers du Monde Russe 45/ 3-4 (Juillet-décembre, 2004), 648-51; Daniel Field: Kritika. Explorations in Russian and Eurasian History 6/2 (Spring 2005), 409-16; Alan Kimball: Slavic Review 64, 3 (Fall, 2005), 905-6; Mary Cavender: Russian Review 67, 1 (2008), 133.
- Судьба реформы: русское крестьянство в правительственной политике до и после отмены крепостного права (1830—1890-е гг.). М.: Собрание, 2011. 368 с.

Рец.: Соловьёв К. А. Долгий путь модерна // Отечественные записки. 2012. № 6; David Moon: Russian Review, 72, 2 (April, 2013), 326-7; Tracy Dennison: Slavic Review, 72, 2 (Summer, 2013), 410-2; Тесля А. А. Между идеологией и реальностью // Русский журнал; Дискуссия по книге в Российская история. 2013. № 4. С. 152—181; Hiroshi Joshida: Roshiashi-kenkyu. 2013, 92, 72
Главы в коллективных трудах
- Реформы в России. С древнейших времен до конца XX в. В 4 т. Т. 3. Вторая половина XIX — начало XX в. Отв. ред. В. В. Шелохаев. М.: Политическая энциклопедия, 2016. (часть 1 «Великие реформы: истоки, контекст, результаты» и часть 2 «На пути к революции». С. 14-243)
- Первая революция в России: взгляд через столетие / под ред. А. П. Корелина и С. В. Тютюкина. М.: Памятники исторической мысли, 2005. (глава 7 «От самодержавия к думской монархии» и глава 8 «Финал революции». С. 393—511)
- Административные реформы в России: история и современность / под ред. В. В. Шелохаева и др. М.: РОССПЭН, 2006. (глава 6 «В поисках единства: административные преобразования в контексте Великих реформ (1850—1870-е гг.» и глава 7 «Камень преткновения: проблема административных реформ последней четверти 19 — начала 20 вв.». С. 177—258)

Научно-популярные статьи
- Князь и граф в эпоху реформ: драма невостребованности
- Избавители от революции (об «аристократической» оппозиции реформам Александра II)
- Иной путь, или Почему Россия лишилась Константинополя
- Русский Гамлет (об императоре Павле I)
- Жертва царской опалы (о царевиче Алексее Петровиче)
- Балканский эндшпиль (о русско-турецкой войне 1877—1878 гг.)
- Декабрьская репетиция Октября (о московском восстании 1905 г.; в соавт. с С. В. Тютюкиным)
- Королевская война за народное единство (об объединении Италии)
- В центре нацистской паутины (об оккупации Чехословакии)
- Гибель старого мира (о Первой мировой войне)
- 1968 год: на изломе эпох